# Climeno (padre di Arpalice)
Climeno (in greco antico: Κλύμενος?, Klýmenos) è un personaggio della mitologia greca, padre di Arpalice, donna con cui poi ebbe un rapporto incestuoso.

## Mitologia
Della storia di Climeno esistono due versioni differenti, seppur accomunate dal nome della figlia (Arpalice) e dal rapporto incestuoso con il padre:
- Nella versione di Partenio di Nicea il padre Climeno era figlio di Teleo di Argo e Arpalice aveva due fratelli, Ida e Teagro. Il padre, dopo aver promesso Arpalice in sposa ad Alastore (un discendente di Neleo) già in giovane eta, vedendola crescere se ne innamorò fino a stringere con lei una relazione amorosa che durò qualche tempo, ma poi, quando Alastore giunse per chiederla in moglie e portarla via, Climeno la rapì riportandola indietro e costringendola a vivere con lui come sua moglie. Arpalice quindi, sconvolta dal trattamento ricevuto dal padre, uccise il fratello minore e lo servì a suo padre in banchetto; gli dei, per le sue preghiere o per punizione, la mutarono in un uccello, mentre Climeno si uccise.[1]
- Nella versione di Igino, Climeno era il re di Arcadia figlio di Scheneo e s'innamorò della figlia fino ad avere con lei un rapporto incestuoso; quando il bambino nacque, lei lo uccise per poi servirlo al padre in un banchetto e il padre, una volta scoperta la natura del cibo servitogli, la uccise.[2].

Di quest' ultima versione esiste un finale diverso: Arpalice non uccise suo figlio, ma un altro figlio di Climeno (un suo fratello quindi) e che gli dei la punirono trasformandola in un uccello, mentre Climeno s'impiccò.